# Ecuador az 1996. évi nyári olimpiai játékokon
Ecuador az egyesült államokbeli Atlantában megrendezett 1996. évi nyári olimpiai játékok egyik részt vevő nemzete volt. Az országot az olimpián 7 sportágban 19 sportoló képviselte, akik összesen 1 érmet szereztek. Ecuador első aranyérmét szerezte az olimpiai játékok történetében.

## Érmesek
| Érem  | Versenyző       | Sportág  | Versenyszám           |
| ----- | --------------- | -------- | --------------------- |
| Arany | Jefferson Pérez | Atlétika | Férfi 20 km gyaloglás |

## Atlétika
Férfi
| Versenyző       | Versenyszám     | Előfutam | Előfutam | Előfutam | Döntő   | Döntő    |
| Versenyző       | Versenyszám     | Idő      | Hely.    | Össz.    | Idő     | Helyezés |
| --------------- | --------------- | -------- | -------- | -------- | ------- | -------- |
| Silvio Guerra   | 10 000 m        | 28:30,15 | 10.      | 21.      | kiesett | kiesett  |
| Rolando Vera    | Maraton         |          |          |          | 2:17:40 | 22.      |
| Jefferson Pérez | 20 km gyaloglás |          |          |          | 1:20:07 |          |

Női
| Versenyző      | Versenyszám | Eredmény      | Helyezés      |
| -------------- | ----------- | ------------- | ------------- |
| Martha Tenorio | Maraton     | nem ért célba | nem ért célba |

## Kerékpározás

### Országúti kerékpározás
Férfi
| Versenyző       | Versenyszám   | Idő           | Helyezés      |
| --------------- | ------------- | ------------- | ------------- |
| Paulo Caicedo   | Mezőnyverseny | nem ért célba | nem ért célba |
| Pedro Rodríguez | Mezőnyverseny | nem ért célba | nem ért célba |
| Héctor Chiles   | Mezőnyverseny | nem ért célba | nem ért célba |

## Ökölvívás
| Versenyző       | Versenyszám | Selejtező                        | Nyolcaddöntő      | Negyeddöntő       | Elődöntő          | Döntő             | Helyezés |
| Versenyző       | Versenyszám | Ellenfél Eredmény                | Ellenfél Eredmény | Ellenfél Eredmény | Ellenfél Eredmény | Ellenfél Eredmény | Helyezés |
| --------------- | ----------- | -------------------------------- | ----------------- | ----------------- | ----------------- | ----------------- | -------- |
| Luis Hernández  | Váltósúly   | Kabil Lahsen (MAR) · 9–18        | kiesett           | kiesett           | kiesett           | kiesett           | 17.      |
| Thompson García | Nehézsúly   | Giorgi Kandelaki (GEO) · feladta | kiesett           | kiesett           | kiesett           | kiesett           | 17.      |

## Sportlövészet
Női
| Versenyző            | Versenyszám | Selejtező | Selejtező | Döntő   | Döntő    |
| Versenyző            | Versenyszám | Pont      | Helyezés  | Pont    | Helyezés |
| -------------------- | ----------- | --------- | --------- | ------- | -------- |
| Margarita de Falconí | Légpisztoly | 361       | 39.*      | kiesett | kiesett  |

* - egy másik versenyzővel azonos eredményt ért el

## Tenisz
Férfi
| Versenyző                      | Versenyszám | 64-es főtábla                           | 32-es főtábla                                                       | Nyolcaddöntő                                            | Negyeddöntő       | Elődöntő          | Bronz- mérkőzés   | Döntő             | Helyezés |
| Versenyző                      | Versenyszám | Ellenfél Eredmény                       | Ellenfél Eredmény                                                   | Ellenfél Eredmény                                       | Ellenfél Eredmény | Ellenfél Eredmény | Ellenfél Eredmény | Ellenfél Eredmény | Helyezés |
| ------------------------------ | ----------- | --------------------------------------- | ------------------------------------------------------------------- | ------------------------------------------------------- | ----------------- | ----------------- | ----------------- | ----------------- | -------- |
| Luis Morejón                   | Egyes       | Marcelo Filippini (URU) · 7–6, 5–7, 1–6 | kiesett                                                             | kiesett                                                 | kiesett           | kiesett           | kiesett           | kiesett           | 33.      |
| Nicolás Lapentti               | Egyes       | Andrej Olhovszkij (RUS) · 1–6, 6–3, 6–8 | kiesett                                                             | kiesett                                                 | kiesett           | kiesett           | kiesett           | kiesett           | 33.      |
| Pablo Campana Nicolás Lapentti | Páros       |                                         | Dánia (DEN) · Kenneth Carlsen · Frederik Fetterlein · 6–4, 3–6, 6–3 | Csehország (CZE) · Jiří Novák · Daniel Vacek · 5–7, 4–6 | kiesett           | kiesett           | kiesett           | kiesett           | 9.       |

## Úszás
Férfi
| Versenyző                                                 | Versenyszám          | Előfutam | Előfutam | Előfutam | Döntő   | Döntő   | Döntő   | Helyezés |
| Versenyző                                                 | Versenyszám          | Idő      | Hely.    | Össz.    | Típus   | Idő     | Hely.   | Helyezés |
| --------------------------------------------------------- | -------------------- | -------- | -------- | -------- | ------- | ------- | ------- | -------- |
| Felipe Delgado                                            | 50 m gyors           | 23,26    | 2.       | 25.      | kiesett | kiesett | kiesett | kiesett  |
| Felipe Delgado                                            | 100 m gyors          | 51,38    | 4.       | 38.      | kiesett | kiesett | kiesett | kiesett  |
| Felipe Delgado                                            | 200 m gyors          | 1:57,10  | 7.       | 40.      | kiesett | kiesett | kiesett | kiesett  |
| Felipe Delgado Roberto Delgado Julio Santos Javier Santos | 4 × 100 m gyorsváltó | 3:27,77  | 6.       | 15.      | kiesett | kiesett | kiesett | kiesett  |
| Felipe Delgado Roberto Delgado Julio Santos Javier Santos | 4 × 200 m gyorsváltó | 7:54,37  | 5.       | 16.      | kiesett | kiesett | kiesett | kiesett  |
| Roberto Delgado                                           | 100 m pillangó       | 56,29    | 4.       | 44.      | kiesett | kiesett | kiesett | kiesett  |
| Andrés Vasconcellos                                       | 200 m pillangó       | 2:05,98  | 7.       | 39.      | kiesett | kiesett | kiesett | kiesett  |

## Vitorlázás
Nyílt
| Versenyző     | Versenyszám | Futam | Futam | Futam | Futam | Futam | Futam | Futam | Futam | Futam | Futam | Futam | Pontszám | Helyezés |
| Versenyző     | Versenyszám | 1     | 2     | 3     | 4     | 5     | 6     | 7     | 8     | 9     | 10    | 11    | Pontszám | Helyezés |
| ------------- | ----------- | ----- | ----- | ----- | ----- | ----- | ----- | ----- | ----- | ----- | ----- | ----- | -------- | -------- |
| Gastón Vedani | Laser       | 47    | 44    | 48    | 48    | (50)  | (57*) | 36    | 39    | 48    | 50    | 39    | 399,0    | 50.      |

* - nem ért célba